# 미국 단위계

2023년 기준 전 세계 각국이 사용하는 도량형을 정리한 지도. 파랑은 미터법 사용 국가, 녹색은 미국 단위계 사용 국가, 보라는 제국 단위계와 미터법 혼용 국가이다.

미국 단위계, 미국 관용단위계, 미국 관습단위계(United States customary units, United States customary system, USCS, USC)는 미국과 대부분의 미국령 해외 영토에서 사용하는 단위계이다. 1832년에 처음 개발되어 도입되기 시작했다. 미국 관용단위계는 미국이 독립하기 이전 대영제국에서 사용하던 단위계인 영국 단위계에서 유래했다. 영국의 단위계는 1824년 제국 단위계로 개편되어 1826년부터 사용하기 시작하면서 영국과 미국의 단위계가 갈라지기 시작했다. 따라서 미국의 단위계는 본질적으로는 영국의 단위계와 비슷하지만 세부적인 내용은 다른 것이 많다.
미국 관용단위계 내 대부분의 단위는 1893년 맨던홀 명령에 따라 미터와 킬로그램을 기준으로 하는 정의로 바뀌었다. 미터법과 연동한 이 정의는 1959년 국제 야드파운드 통일협정으로 구체화되었다.
미국은 상업 활동과 개인, 단체, 여러 사회에서도 관용단위계를 사용한다. 하지만 과학, 의학, 수많은 산업 분야, 일부 정부와 군사 내 분야에서는 미터법을 사용한다. 미국 국립표준기술연구소(NIST)에서도 현대의 미터법 정의인 국제단위계(SI 단위)를 자주 사용한다. 또한 미국 단위계에 없던 새로운 유형의 측정에는 국제단위계를 사용하며 때로는 국제단위계와 미국 단위계를 혼용해서 사용한다. 예를 들어 전선의 전기 저항을 측정할 때 1천피트당 옴으로 측정한다.

## 역사
1832년의 미국 단위계는 1826년 1월 1일 대영제국에서 제국 단위계가 도입되기 이전 영국에서 사용되던 단위계를 기반으로 짜여졌다. 두 단위계 모두 미국 독립 이전 수천년간 발달한 영국 단위계에서 파생된 단위로, 영국 단위계는 고대 로마 단위계와 앵글로색슨 단위계에 뿌리를 두고 있다.
미국에서의 관습단위계(customary system)는 19세기 후반 미국에 본부를 둔 국제 도량형 보존 및 완성 연구소가 지지했다. 관습단위계를 옹호한 몇몇 이들은 프랑스 대혁명이나 미터법을 무신론적이라고 비난했다. 미국 오하이오주의 한 연구소장은 관습단위계가 "주님도 인정할 수 있는 정당한 무게와 정당한 단위계"라고 말했다. 이 단체는 나중에 "모든 미터법의 폐지를 선언하는 노래와 음악"도 발표했다.
미국 정부는 1975년 미터변환법을 통과해 미국의 무역과 상거래에서 보편적으로 사용하는 단위를 미터법으로 지정했다. 변환법에서는 미국 연방정부는 산업계가 자발적으로 미터법 체계로 변환하는 운동, 즉 미터화를 지원하도록 요구했다. 이는 식품 관련 표기 요건에서 가장 잘 드러나는데 미국 단위계와 함께 SI 단위계도 같이 표기된다. 하지만 CIA의 월드 팩트북에 따르면 미국은 라이베리아, 미얀마와 함께 공식 단위계로 미터법을 사용하지 않는 3개국 중 하나이다.
1991년 7월 25일 조지 H. W. 부시 대통령은 행정명령 제12770호에서 미터변환법을 인용해 미국 연방정부 내 행정기관 소속 기관과 모든 직속부서에서 미터법을 "미국 무역 및 상업계에서 권장하는 단위계"로서 "권한 내에서 최대한 사용할 수 있도록 모든 적절한 조치를 취할 것"을 요구하도록 지시했고 미국 상무부 장관에게 "이 행정명령의 연방정부 전역에서 이행을 조정하는 데 있어 장관을 지원할 "기관 간 미터법 정책위원회"(ICMP)를 설립할 권한"을 부여했다.
미국 단위계는 미국 내 소비재와 산업 제조 분야에 광범위하게 사용된다. 반면 과학계, 의학, 군사를 포함한 다른 산업 및 정부 부문에서는 미터법이 표준으로 사용된다. 목공업 및 건축업계에서는 전례적으로 미터법 단위 사용에 대한 반대가 많은데, 이는 밀리미터 단위보다 인치 단위에 분수를 더한 정수를 기억하는 것이 더 쉽다거나, 거리를 절반, 1/3, 1/4로 종종 나누며 이를 합쳐서 측정할 때 피트와 인치 단위가 더 낫다는 주장을 근거로 한다. 미터법에는 피트 단위와 나누어 떨어지는 단위가 없다.

## 길이 단위
미국 단위계에서는 길이를 측정하는 데 사용하는 일상적인 단위로 인치, 피트, 야드, 마일 4가지를 사용한다. 1893년부터 미국법에 따라 1피트는 정확하게 1200/3937 m (≈0.3048006 m)로 정의되었다. 한편 1959년 7월 1일부터 길이 단위는 1야드를 0.9144 m로 정의한 기준으로 맞춰졌다. 미국, 영국, 기타 영연방 국가는 1958년 국제 야드파운드 협정에 따라 이 정의로 자국의 단위를 맞추기로 합의했다. 그런데 협정 체결 당시 북아메리카의 기준측지계는 1893년 맨던홀 명령에서의 1피트 정의인 1200/3937 m을 따라 삼각측량으로 구축된 1927년 북아메리카 측지계(NAD27)이었다. NAD27에서 파생된 데이터를 바탕으로 한 길이 정의는 그대로 유지되었으나 국제 협정에 따라 정의된 국제피트와 구별하기 위해 미국 측량피트로 이름이 바뀌었다. 대부분의 경우에선 1 국제피트가 0.999998 측량피트로 1마일당 두 피트의 차이가 1/8인치(3 mm)밖에 되지 않아 국제피트와 미국 측량피트 간 차이가 매우 미세하지만, 수백 마일 이상 길이를 측정하는 미국 국가평면좌표계(SPCSs)에는 큰 영향을 미친다.
NAD27은 1980년대 미터 단위로 정의하는 1983년 북아메리카 측지계(NAD83)로 바뀌었다. 이에 SPCS도 미터로 업데이트되었지만 미국 국립지리조사국은 환산할 때 어떤 피트 단위를 사용할지는 각 주에 선택을 맡겼다. 모든 SPCS는 미터로 정의되어 있지만 미국 내 7개 주는 미국 측량피트로, 8개 주는 국제피트로 정의된 SPCS 환산계를 사용하고 있으며, 나머지 42개 주는 미터법 SPCS만 사용하고 있다.
각 주법에 따라 일상적인 토지 측량과 부동산 거래에 사용되는 미터-피트 간 변환계수가 다르나, 보통 1마일 이하의 단거리에서 일반적인 측량, 측정의 정밀도를 고려할 때 측량피트와 국제피트 간의 차이(2 ppm)은 실질적으로 큰 의미가 없다. 24개 주에서는 측량 기준을 미국 측량피트로 법제화했고 8개 주는 국제피트를 기준으로 법제화했으며 나머지 18개 주는 미터법 단위의 공식 환산계수를 지정하지 않았다.
2019년 NIST는 미국 지리조사국(NGS), 미국해양청(NOS), 미국 해양대기청(NOAA), 미 상무부와 협력해 2022년 12월 31일부터 미국 측량피트와 측량마일의 사용을 중단한다는 미국 연방관보를 발행했다.
이 문단 표와 다음에 이어질 문단의 다음 표에서 가장 보편적으로 사용하는 단위는 이텔릭체로 썼고, 단위 환산이 정확하게 정의된 값인 경우 굵은 글씨로 표기했다.

### 국제 단위
| 단위                      | 정의                  | SI 변환값                  |
| ------------------------- | --------------------- | -------------------------- |
| 1 트윕 (twip)             | ⁠1/20⁠ p 또는 ⁠1/1440⁠ in | 17.6388888 μm              |
| 1 밀 (mil) "천분의 1인치" | ⁠1/1000⁠ in             | 25.4 µm                    |
| 1 포인트 (p)              | ⁠1/72⁠ in               | ⁠127/360⁠ mm 또는 352.778 µm |
| 1 파이카 (P)              | 12 p                  | ⁠127/30⁠ mm 또는 4.233 mm    |
| 1 인치 (in or ″)          | 6 P                   | 25.4 mm                    |
| 1 피트 (ft or ′)          | 12 in                 | 0.3048 m                   |
| 1 야드 (yd)               | 3 ft                  | 0.9144 m                   |
| 1 마일 (mi)               | 5280 ft 또는 1760 yd  | 1.609344 km                |
| 1 리그 (le)               | 3 mi 또는 15840 ft    | 4.828032 km                |

### 국제 해상단위
| 단위               | 정의                   | SI 변환값                      |
| ------------------ | ---------------------- | ------------------------------ |
| 1 패덤 (ftm)       | 2 yd 또는 6 ft         | ⁠1143/625⁠ m 또는 1.8288 m       |
| 1 케이블 (cb)      | 120 ftm 또는 1.091 fur | ⁠3429/15625⁠ km 또는 0.219456 km |
| 1 해리 (NM or nmi) | 1.151 mi 또는 8.439 cb | 1852 m 또는 1.852 km           |

### 미국 측량단위
미국 국립표준기술연구소에서 발표한 바와 같이 미국 측량피트와, 측량피트와 함께 정의된 기타 단위는 2022년 12월 31일부터 "역사적인 과거 적용 사례"를 제외하고 더 이상 사용하지 않는다.
| 단위                                                | 정의                  | SI 변환값                     | SI 변환값             |
| 단위                                                | 정의                  | 2023년 1월 1일 이전           | 2023년 1월 1일 이후   |
| --------------------------------------------------- | --------------------- | ----------------------------- | --------------------- |
| 1 링크 (li)                                         | ⁠33/50⁠ ft 또는 7.92 in | ⁠792/3937⁠ m 또는 0.20117 m     | 0.201168 m            |
| 1 미국 측량피트 (ft) 2022년 12월 31일 이후로 비사용 |                       | ⁠1200/3937⁠ m 또는 0.3048006 m  | 국제피트 0.3048 m     |
| 1 로드 (rd) "펄", "퍼치"                            | 25 li 또는 16.5 ft    | ⁠19,800/3937⁠ m 또는 5.029 m    | 5.0292 m              |
| 1 체인 (ch)                                         | 4 rd 또는 66 ft       | ⁠79,200/3937⁠ m 또는 20.117 m   | 20.1168 m             |
| 1 펄롱 (fur)                                        | 10 ch                 | ⁠792/3937⁠ km 또는 201.168 m    | 201.168 m             |
| 1 미국 측량마일 (mi) "법령 마일"                    | 8 fur                 | ⁠6336/3937⁠ km 또는 1.609347 km | 국제 마일 1.609344 km |
| 1 리그 (lea)                                        | 3 mi                  | ⁠19,008/3937⁠ km 또는 4.828 km  | 4.828032 km           |

## 면적 단위
| 단위                             | 정의                                   | SI 변환값           | SI 변환값           |
| 단위                             | 정의                                   | 2023년 1월 1일 이전 | 2023년 1월 1일 이후 |
| -------------------------------- | -------------------------------------- | ------------------- | ------------------- |
| 1 제곱 측량피트 (sq ft 또는 ft2) | 144 제곱인치                           | 0.09290341 m2       |                     |
| 1 제곱체인 (sq ch 또는 ch2)      | 4356 제곱피트 (측량) 또는 16 제곱로드  | 404.6873 m2         | 404.68564224 m2     |
| 1 에이커                         | 43560 제곱피트 (측량) 또는 10 제곱체인 | 4046.873 m2         | 4046.8564224 m2     |
| 1 섹션                           | 640 에이커 또는 1 제곱마일 (측량)      | 2.589998 km2        |                     |
| 1 서베이 타운십 (twp.)           | 36 섹션 또는 4 제곱리그                | 93.23993 km2        |                     |

길이 단위와 관련이 없는 이름으로 가장 널리 사용되는 면적 단위는 에이커이다. 미국 국립표준기술연구소는 미국 단위계에서 면적 단위는 국제피트의 제곱이 아닌 측량피트의 제곱으로 설정한다고 정의했다. 하지만 2023년 1월 4일 이후로는 "역사적으로는 미국 측량피트를 사용해 정의했으나, 법령마일은 표에 나열된 다른 모든 단위와 마찬가지로 피트의 정의 중 하나로 정의할 수 있다. 하지만 2022년 12월 31일 이후로 과거와 역사적 활용을 제외하고는 미국 측량 단위계를 기준으로 한 정의를 피해야 한다"라고 말하고 있다.

## 부피 단위
| 단위                            | 정의                       | SI 변환값                         |
| ------------------------------- | -------------------------- | --------------------------------- |
| 1 세제곱인치 (cu in) 또는 (in3) |                            | 16.387064 mL                      |
| 1 세제곱피트 (cu ft) 또는 (ft3) | 1728 cu in                 | 28.316846592 L                    |
| 1 세제곱야드 (cu yd) 또는 (yd3) | 27 cu ft                   | 764.554857984 L 0.764554857984 m3 |
| 1 에이커피트 (acre-ft)          | 43560 cu ft 1613.333 cu yd | 1.23348183754752 ML 1233.482 m3   |

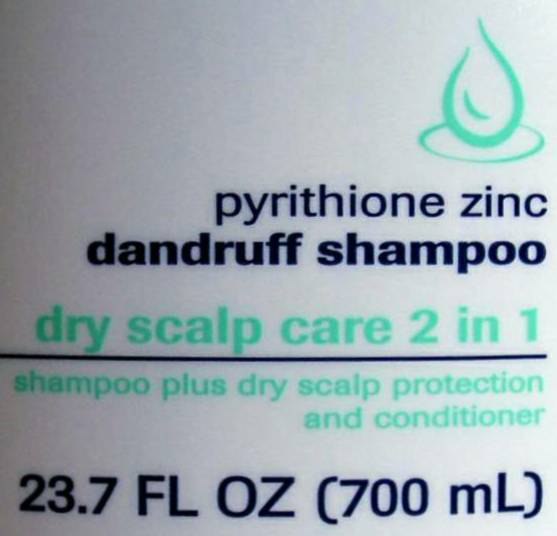
23.7 미국 액량 온스 (700 mL) 병의 부피가 미국 단위계와 SI 단위계 둘 다 적혀 있는 모습.

세제곱인치, 세제곱피트, 세제곱야드는 일반적인 부피를 측정하는 데 사용한다. 그 외에 액체의 부피를 측정하는 단위들(와인 갤런 및 액량 온스의 세부 단위 기준)과 건조한 물질의 부피를 측정하는 단위들이 따로 고유한 이름과 여러 단위가 있다.
각 단위의 명칭은 제국 단위계와 유사하고 두 단위계가 전체적으로 공유하고 있는 단위가 많지만, 부피의 경우는 정 반대이다. 1824년 미국이 대영제국으로부터 독립하기 십수년 후에야 갤런과 그 세부 단위, 그리고 파운드보다 더 큰 단위(질량 기준)을 도입하면서 부피 단위는 영국과 미국이 매우 달라졌다. 영국의 단위계 개혁에 참여하지 않은 미국은 액체와 건조한 물질의 부피를 측정하는 별도의 단위계를 유지했지만 대영 제국은 새로운 영국식 갤런으로 두 방식을 하나로 통합했다.

### 액량 부피
| 단위                      | 정의                                            | 미터법 변환값      |
| ------------------------- | ----------------------------------------------- | ------------------ |
| 1 미님 (min)              | ≈1 드롭 또는 물 0.95 그레인                     | 61.611519921875 µL |
| 1 미국 액량 드람 (fl dr)  | 60 min                                          | 3.6966911953125 mL |
| 1 티스푼 (tsp)            | 80 min                                          | 4.92892159375 mL   |
| 1 테이블스푼 (tbsp)       | 3 tsp 또는 4 fl dr                              | 14.78676478125 mL  |
| 1 미국 액량 온스 (fl oz)  | 2 tbsp 또는 물 1.0408 oz av                     | 29.5735295625 mL   |
| 1 미국 숏 (jig)           | 1.5 fl oz 또는 3 tbsp                           | 44.36029434375 mL  |
| 1 미국 질 (gi)            | 2⁄3 jig 또는 4 fl oz                            | 118.29411825 mL    |
| 1 미국 컵 (c)             | 2 gi 또는 8 fl oz                               | 236.5882365 mL     |
| 1 (액량) 미국 파인트 (pt) | 2 c 또는 물 16.65 oz av                         | 473.176473 mL      |
| 1 (액량) 미국 쿼트 (qt)   | 2 pt                                            | 0.946352946 L      |
| 1 (액량) 미국 보틀 (pot)  | 2 qt                                            | 1.892705892 L      |
| 1 (액량) 미국 갤런 (gal)  | 4 qt 또는 231 cu in                             | 3.785411784 L      |
| 1 (액량) 배럴 (bbl)       | 31.5 gal 또는 1⁄2 허그세드                      | 119.240471196 L    |
| 1 석유 배럴 (bbl)         | 1⁄3 (liquid) 배럴 또는 42 gal 또는 2⁄3 허그세드 | 158.987294928 L    |
| 1 허그세드                | 1.5 석유 배럴 또는 63 gal 또는 8.421875 cu ft   | 238.480942392 L    |

미국 액량 온스는 1⁄16 미국 파인트, 1⁄32 미국 쿼트, 1⁄128 미국 갤런이다. 티스푼, 테이블스푼, 컵은 액량 온스를 기준으로 각각  1⁄6, 1⁄2, 8 액량 온스에 해당한다. 액량 온스는 원래 물 1 상형온스 무게만큼의 부피에서 유래한 이름이지만 미국에서는 1 액량 온스를 1⁄128 미국 갤런으로 정의한다. 따라서 1 액량 온스만큼의 물의 무게는 약 1.041 상형 온스이다.
미국의 영양 성분 표시와 의약품에서 티스푼과 테이블스푼은 미터법식 티스푼, 테이블스푼으로 써지며 그 정의는 각각 5 mL, 15 mL이다.
영미권의 속담인 "1파인트는 전 세계에서 1파운드"라는 말에서 파인트는 1 상형온스보다 약 4%정도 무거운 물 16 미국 액량 온스를 의미한다. 영국식 물 1파인트의 무게는 1과 1/4 파운드(20 oz)이다.
배럴의 경우 맥주는 31갤런, 위스키나 등유는 40갤런, 원유는 42갤런 등 특정 상품마다 그 배럴의 기준이 다르다. 액체에서 일반적인 표준값은 1배럴당 31.5갤런 혹은 반 허그세드이다. 다양한 제품과 폐기물을 저장하고 운반하기 위해 사용하는 55갤런 크기의 드럼통은 표준 척도가 아니지만 배럴통과 혼용하기도 한다.
미국에서는 음료의 1회 제공량을 보통 온스 단위로 측정한다. 우유는 보통 반 파인트(8 액량 온스), 파인트, 콰트, 하프갤런(반 갤런), 갤런 단위로 판매된다. 싱크대, 욕조, 연못, 수용정과 같은 물의 양은 보통 갤런 또는 세제곱피트 단위로 표기된다. 가스의 양은 보통 세제곱피트(1기압 기준)으로 표기된다.
미님, 드람, 질, 포틀은 현재 거의 사용되지 않는 단위이다. 질은 보통 하프컵(half-cup)으로 표기된다. 포틀은 하프갤런(half-gallon)으로 표기된다.

### 건량 부피
| 단위                 | 정의                     | 미터법 환산       |
| -------------------- | ------------------------ | ----------------- |
| 1 (건량) 파인트 (pt) | 33.6003125 cu in         | 0.5506104713575 L |
| 1 (건량) 쿼트 (qt)   | 2 pt                     | 1.101221 L        |
| 1 (건량) 갤런 (gal)  | 4 qt                     | 4.404884 L        |
| 1 펙 (pk)            | 2 gal                    | 8.809768 L        |
| 1 부셸 (bu)          | 4 pk                     | 35.23907016688 L  |
| 1 (건량) 배럴 (bbl)  | 7056 cu in 혹은 3.281 푼 | 115.6271 L        |

건량 부피는 별도의 체계로 측정되지만 대부분의 단위 이름은 액량 부피와 같다. 미국에서 작은 과일과 채소는 종종 건량 파인트나 건량 쿼트로 판매된다. 미국 건량 갤런보다는 이보다 덜 사용되며 대부분의 권위있는 단위 설명책에서 이를 포함하지 않는다. 하지만 펙, 부셸 등은 특히 농업 산업에서 포도, 사과 등의 과일에 사용되는 경우가 있다.

## 질량과 무게 단위
| 종류   | 단위                      | 정의                        | SI 변환           |
| ------ | ------------------------- | --------------------------- | ----------------- |
| 상형   | 1 그레인 (gr)             | 1⁄7000 lb                   | 64.79891 mg       |
| 상형   | 1 드람 (dr)               | 27+11⁄32 gr 또는 8.859 캐럿 | 1.7718451953125 g |
| 상형   | 1 온스 (oz)               | 16 dr                       | 28.349523125 g    |
| 상형   | 1 파운드 (lb)             | 16 oz                       | 453.59237 g       |
| 상형   | 1 US 헌드레드웨이트 (cwt) | 100 lb                      | 45.359237 kg      |
| 상형   | 1 롱 헌드레드웨이트       | 112 lb                      | 50.80234544 kg    |
| 상형   | 1 톤 (숏 톤)              | 20 US cwt 또는 2000 lb      | 907.18474 kg      |
| 상형   | 1 롱 톤                   | 20 long cwt 또는 2240 lb    | 1016.0469088 kg   |
| 트로이 | 1 그레인 (gr)             | 1⁄7000 lb 또는 1⁄5760 lb t  | 64.79891 mg       |
| 트로이 | 1 페니웨이트 (dwt)        | 24 gr 또는 7.776 캐럿       | 1.55517384 g      |
| 트로이 | 1 트로이온스 (oz t)       | 20 dwt                      | 31.1034768 g      |
| 트로이 | 1 트로이파운드 (lb t)     | 12 oz t 또는 13.17 oz       | 373.2417216 g     |

역사적으로 영국식 단위계에 있던 질량단위계로는 타워 단위계, 약형, 트로이법, 상형, 미터법 등 다섯 가지가 있다. 이 중 미국에서 가장 보편적으로 사용하는 단위계는 상형 단위계이지만 귀금속의 무게 측정에는 여전히 트로이법이 사용된다. 약국에서 사용하던 약형은 대부분 미터법으로 대체되었다. 영국에서는 수 세기 전인 1527년부터 법적으로 타워 단위계 사용이 금지되었고 미국에서도 별로 사용하지 않았다. 미국은 제국 단위계를 전혀 사용하지 않으나 영국과 기타 국가는 일부 사용하고 있고 1파운드가 미국 단위계보다 살짝 큰 상형 단위계를 기반으로 가지고 있다.
미국 단위계의 기초가 되는 파운드 상형은 1959년 미국, 영국, 기타 영어권 국가와의 합의에 따라 정확히 0.45359237 kg로 정의되었으며 다른 단위는 이 파운드 정의로 따라간다.
상형파운드가 미국에서 법적 질량 단위로 정의되어 있지만, 파운드는 사실 힘의 측정 단위로도 사용된다. 예를 들어 대부분 상형파운드로 사용되지만 일부는 아에 힘의 단위로 사용되는데 이 때의 파운드를 '파운드힘'이라고 부른다. 여기서 파생된 또 다른 질량 단위가 슬러그이다.
트로이 무게, 상형 무게, 약형 무게 모두 동일한 기본 단위인 그레인을 기준으로 만들었으며 그레인은 3개 도량형 모두에서 같다. 하지만 각 도량형에서는 그 외 측정 단위의 이름이 일부 겹치기는 하나(전부 온스와 파운드를 사용) 각 도량형 내에서 그 단위와 그레인 간의 관계는 서로 다르다. 예를 들어 약형과 트로이 무게에서는 파운드와 온스가 같지만 그레인 및 서로와의 관계는 상형 온스와 파운드와 다르다. 또한 그레인과 온스 사이에 있는 단위도 각 도량형마다 다른데 약형에서는 스크러플과 드람, 트로이 단위에서는 페니웨이트, 상형에서는 드람이다. 상형에서 드람의 무게는 약형에서의 드람 무게 절반에 조금 못 미친다. 액량 부피 단위에서의 드람은 약형에서 물 1드람 무게의 부피와 연관되어 있다.
혼란을 줄이기 위해 상형이 아닌 무게로 측정할 경우에는 단위와 함께 대부분 도량형도 같이 기재한다. 예를 들어 귀금속의 경우 '온스'라고만 쓰면 상형 온스라고 생각하기 때문에 "트로이 온스"라고 무게를 기재하는 경우가 많다. 파운드와 이보다 작은 단위는 미국 관용단위계와 제국 단위계에서 둘이 일치하다. 하지만 파운드보다 더 큰 단위에서는 둘이 다르다.
미국에서는 온스, 파운드, 숏 톤(미국 내에서는 단순 톤이라고 부름)만 주로 사용되지만 농업과 쇼핑 부문에서는 헌드레드웨이트도 여전히 사용된다. 그레인은 소화기의 탄약과 추진체, 발사체의 질량 계산에 사용된다. 또한 약이나 기타 작은 질량을 측정하는 데에도 사용된다.

### 곡물 측정
농업 분야에서 1부셸은 2,150.42 세제곱인치 (35.2391 리터)로 고정된 부피이다. 따라서 각 곡물의 1부셸당 질량은 곡물의 밀도에 따라 달라진다. 미국에서 사용하는 각 곡물별 주요 곡물별 1부셸당 공칭중량은 아래와 같다.
- 1부셸 (옥수수) = 56 lb = 25.4012 kg
- 1부셸 (밀) = 60 lb = 27.2155 kg
- 1부셸 (보리) = 48 lb = 21.7724 kg

## 요리 단위
| 단위        | 오스트레일리아 | 캐나다 | 영국        | 미국        | 미국 식품의약국 (FDA) |
| ----------- | -------------- | ------ | ----------- | ----------- | --------------------- |
| 티스푼      | 5 mL           | 5 mL   | 5 mL        | 4.93 mL     | 5 mL                  |
| 디저트 스푼 | 10 mL          | —      | 10 mL       | —           | —                     |
| 테이블스푼  | 20 mL          | 15 mL  | 15 mL       | 14.79 mL    | 15 mL                 |
| 액량 온스   | —              | —      | 28.41 mL    | 29.57 mL    | 30 mL                 |
| 컵          | 250 mL         | 250 mL | —           | 236.59 mL   | 240 mL                |
| 파인트      | 570 mL         | —      | 568.26 mL   | 473.18 mL   | —                     |
| 쿼트        | —              | —      | 1,136.52 mL | 946.35 mL   | —                     |
| 갤런        | —              | —      | 4,546.09 mL | 3,785.41 mL | —                     |

미국에서 액체 및 고체로 된 재료에 사용하는 실용적인 요리 계량 단위로는 티스푼, 테이블스푼, 컵이 있으며 각 단위에 1/2, 1/3, 1/4, 1/8도 사용한다. 그 외에 파운드, 온스, 액량 온스도 같이 사용된다.

## 온도
미국에서 비과학적 맥락으로 사용되는 온도 단위는 화씨 온도이다. 절대 영도를 기반으로 한 란씨 온도도 일부 열역학 부문에서 사용된다. 전 세계의 과학자들은 섭씨 온도와 켈빈 온도를 사용한다. 하지만 미국 내 여러 기술 표준은 화씨로 표기하며 일부 미국 의료진이나 일기 예보 등에서도 화씨를 사용한다.
서로 다른 온도 단위 간 변환은 선형 관계이지만 온도마다 영점이 다르기 때문에 단순히 계수를 곱해서는 온도 변환을 할 수 없다. 순수한 물은 1기압에서 32 °F = 0 °C에서 얼고 212 °F = 100 °C에서 끓는다. 섭씨와 화씨 간 변환식은 다음과 같다.
{\displaystyle [^{\circ }{\text{F}}]={\tfrac {9}{5}}[^{\circ }{\text{C}}]+32}
또는 반대로
{\displaystyle [^{\circ }{\text{C}}]={\tfrac {5}{9}}{\bigl (}[^{\circ }{\text{F}}]-32{\bigr )}.}

## 기타 단위
길이
- 1 핸드 = 4 in = 101.6 mm
- 1 U (랙 유닛) = 1.75 in = 44.45 mm

부피
- 1 보드피트 = 1 ft × 1 ft × 1 in = 2.360 dm3

질량
- 1 슬러그 = 1 lbf⋅s2/ft ≈ 14.59390 kg

힘
- 1 파운달 = 1파운드의 질량체가 1 피트/초/초의 가속도를 받는 힘 ≈ 0.138 뉴턴.
- 1 킵 = 1000 lbf ≈ 4.44822 kN

에너지
- 1 피트파운드 ≈ 1.356 J
- 1 영국 열량 단위 (BTU) ≈ 1.055 kJ

일
- 1 마력 ≈ 745.7 W
- 1 냉동톤 (12,000 Btu/h) = 3.517 kW

압력
- 1 수은주 인치 = 125.4 mm 깊이의 수은주가 형성하는 압력 = 3,386.85 pascals (33.8685 hPa, millibars)
- 1 제곱 인치 당 파운드 (psi) ≈ 6,895 Pa

토크
- 1 파운드피트 ≈ 1.356 N·m

절연도
- 1 R값 (ft2⋅°F⋅h/Btu) ≈ 0.1761 RSI (K⋅m2/W)

미국에서는 다양한 조합의 단위가 사용되는데 이 단위들은 위에서 설명했던 여러 기본 단위를 기반으로 짜여졌다. 또한 상거래에서 사용되는 여러 크기 단위 중 일부는 미국 단위계로 정의되며 대표적인 미국 단위계 기반 크기 단위는 아래와 같다.
- 미국 표준 의류 크기
- 미국 전선 규격 - 대부분의 금속 전선에 사용
- 스쿠프의 크기는 1쿼트에 몇 번 스쿠프를 퍼야 하는지를 기반으로 쓴다.
- 피혁 두께는 온스 단위로 측정되며 여기서 1온스는 1⁄64 인치 (0.40 mm)이다.[31]
- 볼트와 나사는 ISO 미터나사 대신 미국에서는 통일 나사산 표준을 사용한다.
- 미국의 뜨개바늘 규격은 비선형적인 단위 없는 숫자 체계를 사용한다.
- 알루미늄 포일은 미국에서 밀스 단위(mils, 1⁄1000 inch 또는 0.0254 mm)로 측정한다.
- 전선의 단면적은 미국과 캐나다에서 서큘러 밀로 측정하며 여기서 1 서큘러 밀(시밀, cmil)은 5.067×10−4 mm2 혹은 7.854×10−7 in2이다. 이 단위는 매우 작아서 실제 전선은 수천 시밀 단위로 측정하는데 이 단위를 kcmil 혹은 MCM이라 부른다.
- 밀(mil) 혹은 서우(thou)라는 단위는 미국에서 보통 천분의 일인치 단위를 뜻한다.
- 미국에서 판금은 게이지(미국 전선 규격의 게이지와는 다름)라는 단위로 측정하며, 이 단위는 무게 단위 기반이므로 재료에 따라 그 정의가 달라진다.
- 공칭 파이프 크기는 파이프의 외직경으로 측정한다. 하지만 NPS14 이하의 규격에서 NPS 번호는 파이프의 인치 단위 직경과 약간 다르다. 또한 파이프 크기 측정에 '스케줄'이라는 용어도 사용된다.
- 하지만 구리 파이프의 공칭 크기는 파이프의 외직경보다 1⁄8 작은 크기로 측정한다.
- 미국에서 알코올 함량은 보통 알코올 도수에 2배를 한 알코올 프루프로 표기한다.
- 장작 부피에는 코드라는 건량 부피 단위를 사용한다.
- 미국 건축에서 100제곱피트로 스퀘어를 사용한다.
- 미국에서 열유속의 단위로 랭글리를 사용한다.

## 미국 관용단위계의 다른 이름
미국 법전에서는 미국 관용단위계를 "전통 무게 및 단위계"(traditional systems of weights and measures)라고 부르고 있다.
크기를 인치 단위로 측정하는 공구와 스패너는 미터법식 공구와 구분하기 위해 SAE식 볼트 혹은 렌치라고 부르는 경우도 있다. 미국 자동차 공학회는 원래 미국 자동차 산업에서 공구 표준을 제작할 때 미국 단위계를 사용하여 개발했지만, 현재는 미터법 단위를 사용한다.

## 같이 보기
- 제국 단위계
- 미터법